# Beka

Aufnahme der Beka vom September 1904 mit dem Fehrbelliner Reitermarsch

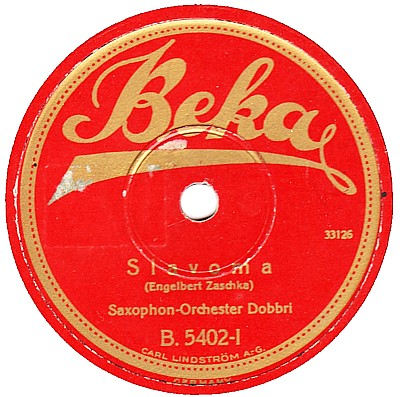
Der neueste Tanz (Slavoma) von Engelbert Zaschka. Saxophon-Orchester Dobbri, Berlin 1925

Beka oder Beka-Record ist ein 1905 in Berlin gegründetes deutsches Plattenlabel, das in den 1920er Jahren zu den bekanntesten Musiklabels zählte.

## Geschichte
Der Name ist das Kürzel für (Heinrich) Bumb & Koenig GmbH, Fabrikation und Vertrieb von Grammophonen und Phonographen. Als Institut für moderne Erfindungen Bumb und Koenig hatte das Unternehmen Phonographen entwickelt und sich dann auf den schnell wachsenden Schallplattenmarkt konzentriert.
1910 kaufte sich die Carl Lindström AG in die Beka-Record AG ein, 1917 übernahm sie sie ganz und führte die Marke weiter.

## Plattenarten
Beka stellte ausschließlich Schellackplatten her. Diese wurden meistens von dem Beka-Orchester oder von Gast-Orchestern aufgenommen.